# The Heart of Rock & Roll
The Heart of Rock & Roll ist ein Lied von Johnny Colla und Huey Lewis aus dem Jahr 1983, das in der Interpretation der US-amerikanischen Rockband Huey Lewis & the News bekannt wurde. Es war in den USA ein Top-Ten-Hit. Das Musikvideo zu diesem Lied wurde 1986 mit einem Grammy ausgezeichnet.

## Hintergrund
Inhaltlich handelt das Lied davon, dass der Rock and Roll (in den USA) trotz aller populärmusikalischen Veränderungen und Strömungen noch nicht gestorben ist.
Textbeispiel
When they play their music, ooh that modern music

They like it with a lot of style

But it's still that same old back beat rhythm

That really, really drives 'em wild

They say the heart of rock and roll is still beating

And from what I've seen I believe 'em

Now the old boy may be barely breathing

But the heart of rock and roll, heart of rock n roll is still beating
Wenn sie ihre Musik spielen, oh, diese moderne Musik

mögen sie das mit viel Stil

Doch es ist immer noch der gleiche alte Backbeat-Rhythmus,

der sie wirklich, wirklich wild macht

Sie sagen, dass das Herz das Rock and Roll immer noch schlägt,

und nach dem, was ich gesehen habe, würde ich ihnen glauben

Mag sein, dass der alte Junge kaum noch atmet

Aber das Herz des Rock and Roll, das Herz des Rock and Roll schlägt noch.
Während des Liedes nennt Sänger Huey Lewis insgesamt 14 US-amerikanische Städte: New York, Los Angeles, Washington, San Antonio (im Lied „San Antone“ genannt), Liberty (im Lied „the Liberty Town“), Boston, Baton Rouge, Tulsa, Austin, Oklahoma City, Seattle und San Francisco. Im Outro werden schließlich noch Cleveland und Detroit genannt. Lewis stellt einen Zusammenhang her, indem er singt, dass dort überall Musik sei, es Bands in vielen Stilrichtungen gebe, aber am Ende doch alle von der alten Rock-and-Roll-Musik angetrieben seien.
Textauszug
Everywhere there's music, real live music, bands with a million styles

But It's still that some old rock and roll music

that really drives 'em wild
Überall ist Musik, echte Live-Musik, Bands mit Millionen Stilen

Doch es ist immer noch die alte Rock-and-Roll-Musik

die sie wirklich wild macht.

### Beteiligte Musiker der Ersteinspielung
- Huey Lewis – Gesang, Mundharmonika
- Mario Cipollina – Bass
- Johnny Colla – Gitarre, Saxophon
- Bill Gibson – Schlagzeug, Perkussion
- Chris Hayes – Gitarre
- Sean Hopper – Keyboard

Tower of Power Bläsergruppe
- Emilio Castillo (Tenor-Saxophon)
- Richard Elliot (Tenor-Saxophon)
- Stephen ‘Doc’ Kupka (Bariton-Saxophon)
- Greg Adams (Trompete)
- Lee Thornburg (Trompete)

## Veröffentlichung
Das Lied war auf dem Album Sports enthalten und wurde als dritte Single daraus ausgekoppelt und am 10. April 1984 veröffentlicht. Die B-Seite der Single war eine Liveversion des bereits im Juli 1982 als Single veröffentlichten Liedes Workin’ for a Livin’ In Spanien erschien die Single mit einem Zusatzaufdruck in spanischer Sprache („El Corazon del Rock & Roll“) auf dem Cover.
Der französische Musiker Johnny Hallyday nahm im selben Jahr eine Coverversion des Liedes in französischer Sprache (Le cœur du rock’n'roll) auf.
Das Lied wurde 1986 in Großbritannien ein zweites Mal als Single veröffentlicht. Als B-Seite diente diesmal das Lied Hope You Love Me Like You Say You Do, das 1982 auf dem Album Picture This veröffentlicht worden war. Neben der Standardausgabe als 7-Zoll-(17,5-cm)-Schallplatte wurde zusätzlich eine Limited Edition im Klappcover herausgegeben, die zwei 7-Zoll-Schallplatten enthielt. Auf der zweiten Platte befanden sich die Lieder Tattoo (Giving It All Up For Love), das Phil Lynott geschrieben und 1980 auf seinem Album Solo in Soho veröffentlicht hatte, und Bad Is Bad. Die Kombination der vier Lieder fand sich auch auf der als EP verkauften 12-Zoll-(30-cm)-Schallplatte wieder, die zusätzlich auch als Picture Disc angeboten wurde.

## Rezeption
Das Lied gelangte 1984 auf Platz 6 der US-Single-Charts und erreichte in Deutschland Platz 71. In Großbritannien stieg es erst nach einer Neuveröffentlichung der Single im Jahr 1986 in die Charts ein und erreichte Platz 49.
2015 reiste der Amerikaner Michael Feld in alle 14 im Liedtext vorkommenden Städte und filmte sich, das Lied singend, an bekannten Sehenswürdigkeiten dieser Orte. Er legte dabei 10,484 Meilen in 11 Flugzeugen, 636 Meilen in vier verschiedenen Zügen und 962 Meilen in insgesamt fünf Mietwagen zurück.